# Sankt Mang (Kempten)

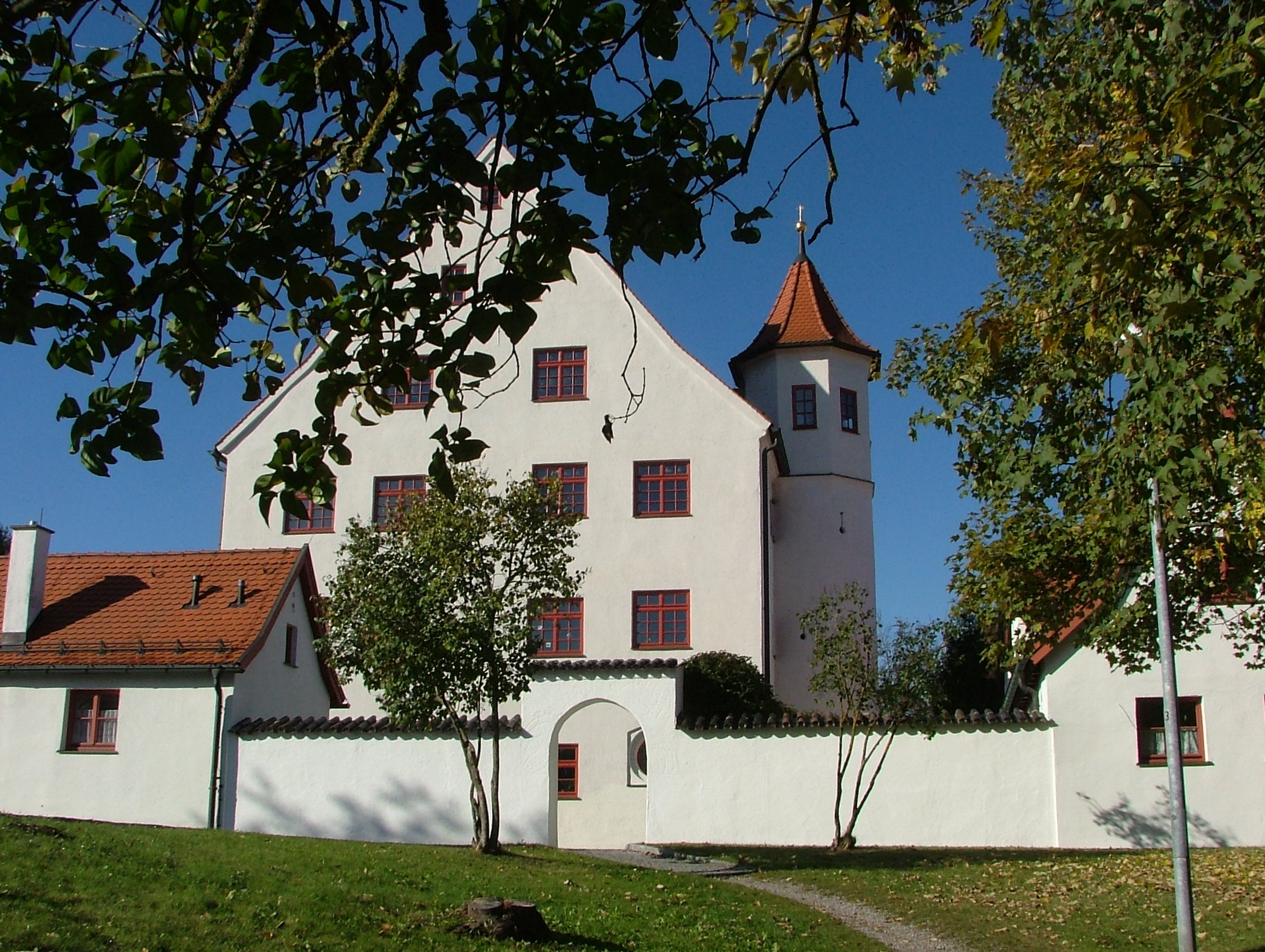
Das Rotschlößle in Sankt Mang bzw. Schelldorf/Neudorf, auch Schelldorfer Schlößle genannt.

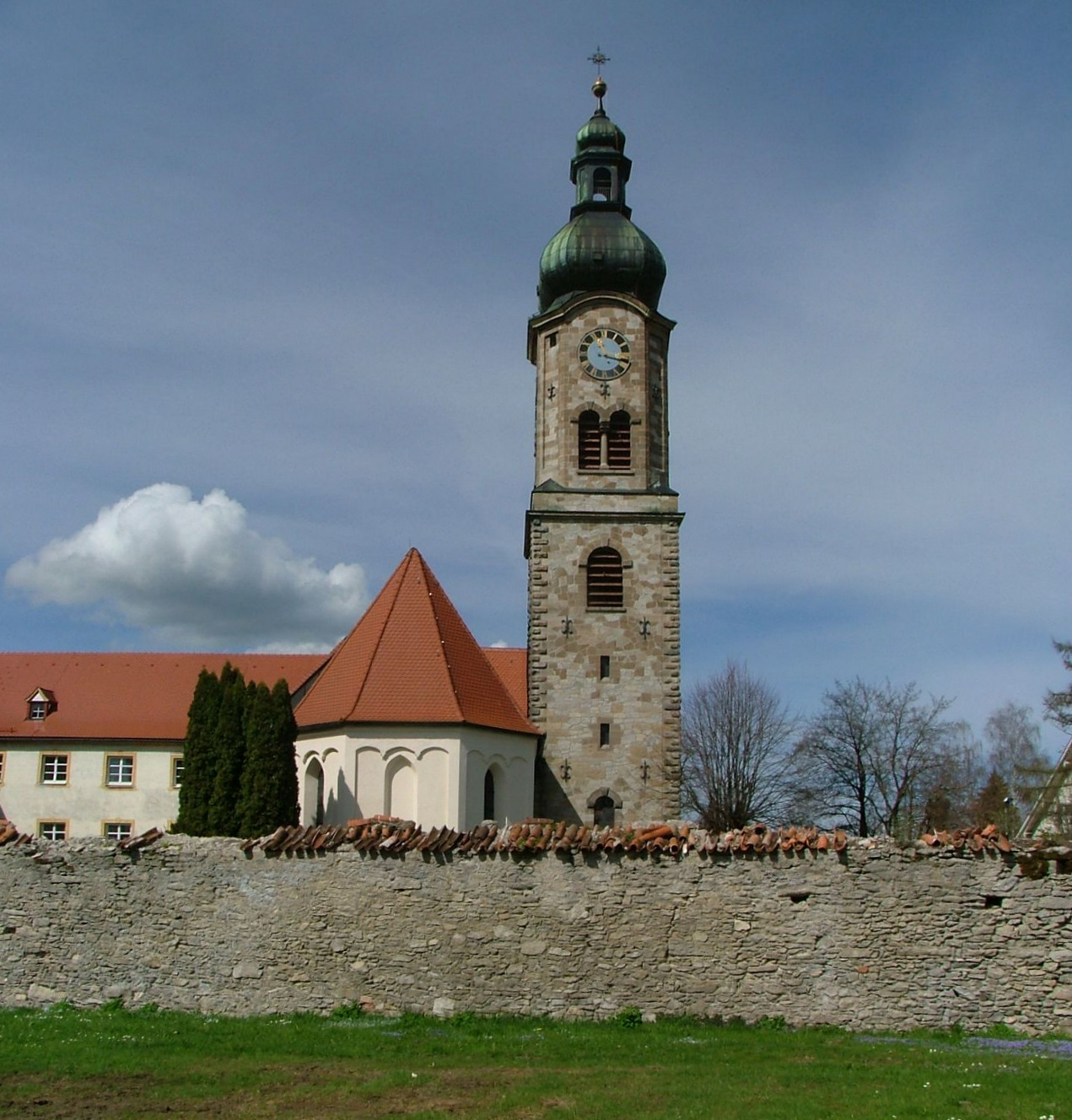
Pfarrkirche St. Magnus des Franziskanerklosters Lenzfried

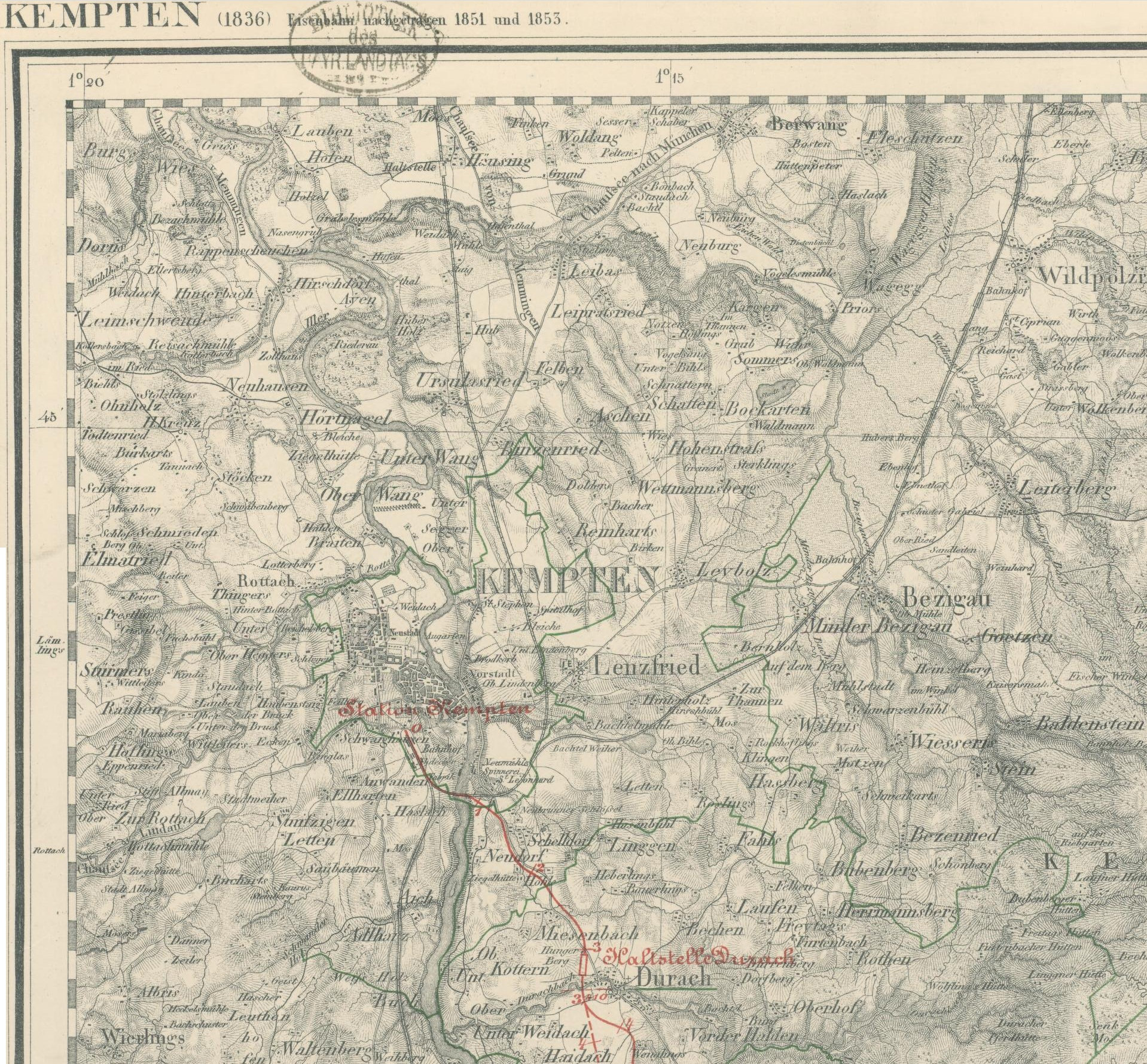
Die ehemalige Gemeinde Sankt Mang lag östlich von Kempten rechtsseits der Iller (Karte von 1853)

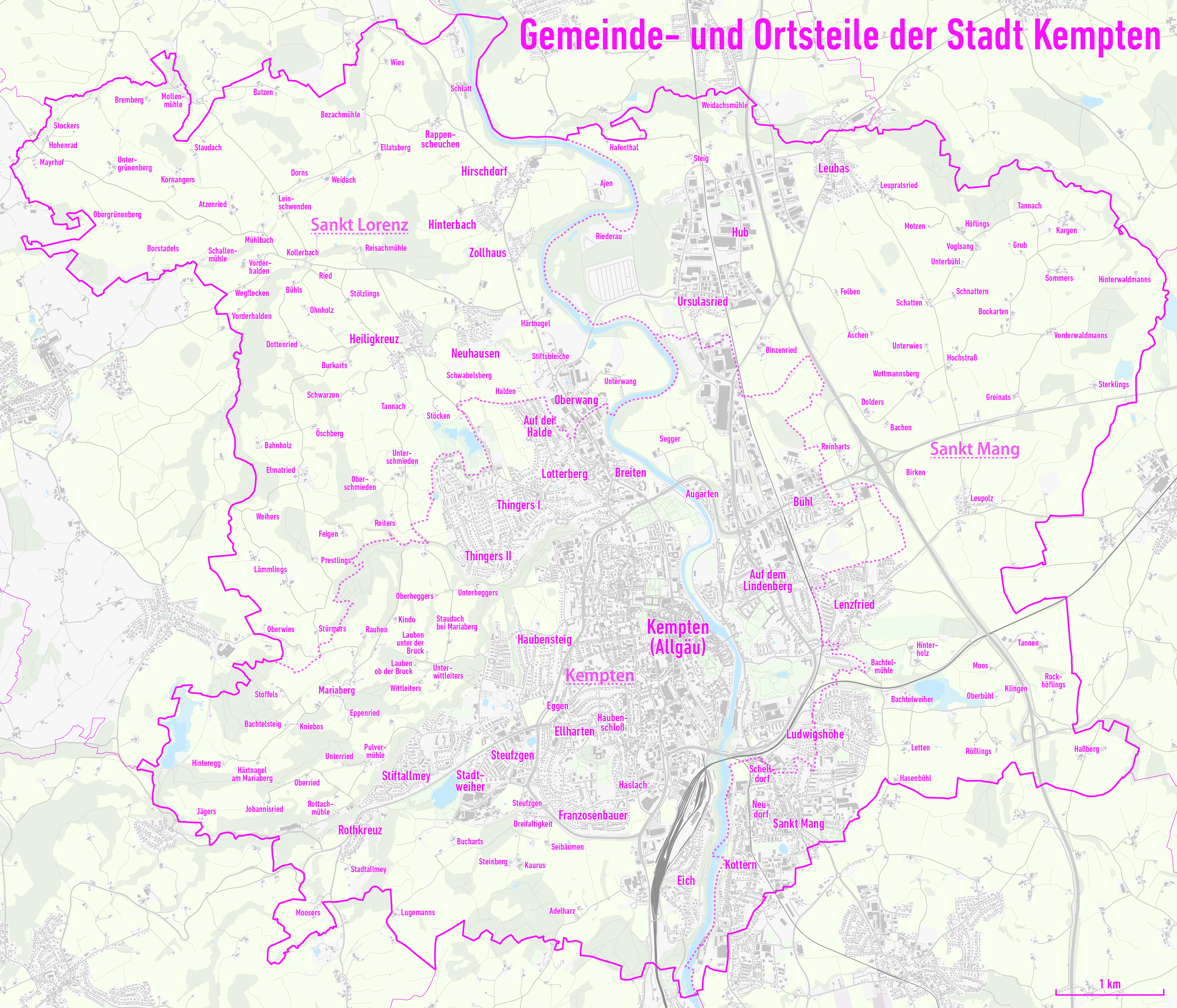
Seit 1972 in dieser Form bestehende kreisfreie Stadt Kempten mit allen amtlichen Ortsteilen sowie Gemarkungsgrenzen (Gemeindegrenzen bis 1972, gestrichelt)

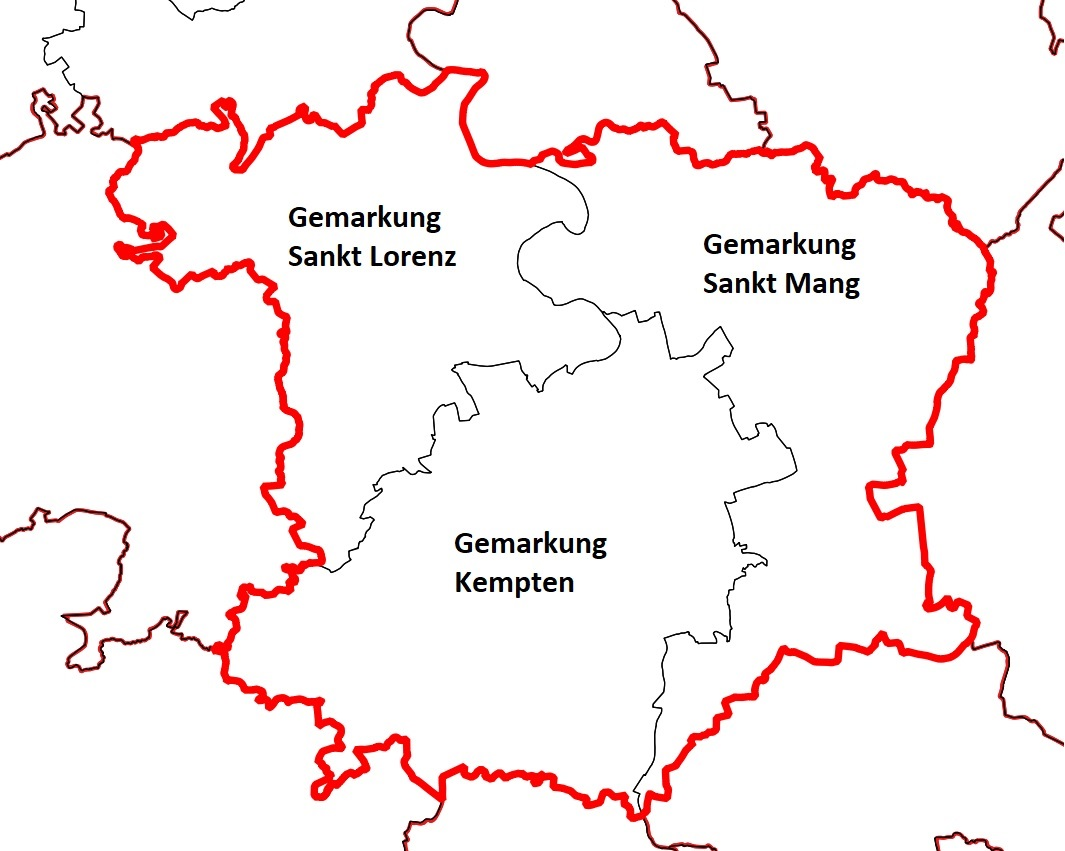
Die Gemarkung Sankt Mang nimmt den Osten und Nordosten des Stadtgebiets ein

Sankt Mang ist ein Stadtteil der kreisfreien Stadt Kempten (Allgäu). Vor der Eingemeindung am 1. Juli 1972 war Sankt Mang eine Ruralgemeinde im damaligen Landkreis Kempten, die außer dem gleichnamigen Ort noch weitaus mehr Orte umfasste und heute den ganzen östlichen Teil des Stadtgebietes von Kempten bildet. Das Gegenstück zu Sankt Mang war die Gemeinde Sankt Lorenz. Namengebend für diese beiden jeweils mehrere Ortsteile umfassenden Gemeinden waren nicht ihre größten Ortschaften, sondern die beiden Kemptener Stadtpfarreien St. Lorenz (römisch-katholisch) und St. Mang (evangelisch-lutherisch).

## Geographie

### Geographische Lage
Die rechts der Iller liegende Gemeinde Sankt Mang hatte während ihrer Selbstständigkeit von der Weidachsmühle im Norden bis zur Grenze bei Durach im Süden eine Ausdehnung von acht Kilometern. Die ost-westliche Ausdehnung schwankte zwischen eineinhalb und sechs Kilometern. Die Gesamtfläche betrug 21,7 km². Im Norden und Osten bildeten die Leubas und ihr linker Nebenfluss Betzigauer Bach die Grenze. Auch die heutige Grenze weicht nur stellenweise und geringfügig von diesen Fließgewässern ab. Dichter besiedelte Orte waren neben dem historischen Gemeindezentrum Lenzfried das zusammengewachsene Siedlungsgebiet von Schelldorf, Neudorf, Kottern und Drahtzug, die 1962 im neuen Ortsteil und letzten Gemeindehauptort Sankt Mang vereinigt worden sind.

### Gemeindegliederung
Die Gemeindeteilnamen Schelldorf, Neudorf, Kottern und Drahtzug wurden per Gemeindeordnung durch die Regierung von Schwaben mit Entschließung vom 29. September 1962 aufgehoben. Die Vereinigung der vier Siedlungsbestandteile des neuen Sankt Mang, das nun nicht mehr als St. Mang abgekürzt werden durfte, folgte mit der gleichen Entschließung.
Sankt Mang bildet heute eine der drei Gemarkungen der Stadt Kempten und entspricht weitgehend dem statistischen Stadtteil 7 (St. Mang, Ludwigshöhe), der zum 31. Dezember 2012 eine Bevölkerung von 14.434 hatte. Der Stadtteil wird für statistische Zwecke weiter in vier Bezirke gegliedert, von Nord nach Süd:
| Bezirks- Nummer | Statistischer Bezirk                 | Bevölkerung 31. Dez. 2012 |
| --------------- | ------------------------------------ | ------------------------- |
| 70              | Leubas/Ursulasried                   | 1362                      |
| 71              | Lenzfried/Leupolz                    | 2724                      |
| 72              | Ludwigshöhe/Schelldorf/Bachtelweiher | 6112                      |
| 73              | Kottern/Neudorf                      | 4236                      |
| 7               | Stadtteil St. Mang, Ludwigshöhe      | 14434                     |

Die Bezirke werden weiter in Blöcke untergliedert.

### Gemeindeteile
Auf das Gebiet der früheren Gemeinde und heutigen Gemarkung Sankt Mang entfallen aktuell 45 der 155 amtlich benannten Gemeindeteile der Stadt Kempten:
| Gemeindeteil- schlüssel (Kempten)                                | Name                             | Typ                | Bevölkerung 25. Mai 1987 | Koordinaten                   | Postleitzahl 1964 |
| ---------------------------------------------------------------- | -------------------------------- | ------------------ | ------------------------ | ----------------------------- | ----------------- |
| 004                                                              | Aschen                           | Einöde             | 4                        | 47° 45′ 08″ N, 010° 20′ 24″ O | 8961              |
| 006                                                              | Bachen                           | Einöde             | 4                        | 47° 44′ 39″ N, 010° 20′ 38″ O | 8961              |
| 007                                                              | Bachtelmühle                     | Einöde             | 14                       | 47° 43′ 25″ N, 010° 20′ 30″ O | 8961              |
| 012                                                              | Binzenried                       | Weiler             | 14                       | 47° 45′ 00″ N, 010° 19′ 41″ O | 8961              |
| 013                                                              | Birken                           | Einöde             | 9                        | 47° 44′ 21″ N, 010° 20′ 51″ O | 8961              |
| 014                                                              | Bockarten                        | Weiler             | 17                       | 47° 45′ 13″ N, 010° 21′ 35″ O | 8961              |
| 022                                                              | Dolders                          | Einöde             | 10                       | 47° 44′ 42″ N, 010° 20′ 29″ O | 8961              |
| 033                                                              | Felben                           | Weiler             | 8                        | 47° 45′ 22″ N, 010° 20′ 04″ O | 8961              |
| 034                                                              | Greinats                         | Weiler             | 13                       | 47° 44′ 54″ N, 010° 21′ 38″ O | 8961              |
| 035                                                              | Grub                             | Einöde             | 7                        | 47° 45′ 32″ N, 010° 21′ 39″ O | 8961              |
| 038                                                              | Hafenthal                        | Weiler             | 9                        | 47° 46′ 05″ N, 010° 18′ 32″ O | 8961              |
| 040                                                              | Hasenbühl                        | Einöde             | 6                        | 47° 42′ 51″ N, 010° 20′ 42″ O | 8961              |
| 042                                                              | Haßberg                          | Einöde             | 5                        | 47° 43′ 00″ N, 010° 22′ 17″ O | 8961              |
| 047                                                              | Hinterholz                       | Einöde             | 13                       | 47° 43′ 31″ N, 010° 20′ 49″ O | 8961              |
| 050                                                              | Hochstraß                        | Weiler             | 15                       | 47° 44′ 56″ N, 010° 21′ 06″ O | 8961              |
| 052                                                              | Höflings                         | Einöde             | 6                        | 47° 45′ 38″ N, 010° 21′ 13″ O | 8961              |
| 054                                                              | Hub                              | Weiler             | 19                       | 47° 45′ 37″ N, 010° 19′ 34″ O | 8961              |
| 057                                                              | Kargen                           | Weiler             | 19                       | 47° 45′ 44″ N, 010° 22′ 01″ O | 8961              |
| 060                                                              | Klingen                          | Einöde             | 0                        | 47° 43′ 02″ N, 010° 21′ 28″ O | 8961              |
| 068                                                              | Lenzfried                        | Pfarrdorf          | 2117                     | 47° 43′ 45″ N, 010° 20′ 13″ O | 8961              |
| 070                                                              | Letten                           | Weiler             | 18                       | 47° 43′ 02″ N, 010° 20′ 47″ O | 8961              |
| 071                                                              | Leubas                           | Kirchdorf          | 357                      | 47° 45′ 56″ N, 010° 20′ 14″ O | 8961              |
| 072                                                              | Leupolz                          | Dorf               | 141                      | 47° 44′ 15″ N, 010° 21′ 14″ O | 8961              |
| 073                                                              | Leupratsried                     | Dorf               | 69                       | 47° 45′ 52″ N, 010° 20′ 31″ O | 8961              |
| 080                                                              | Moos                             | Weiler             | 10                       | 47° 43′ 25″ N, 010° 21′ 25″ O | 8961              |
| 083                                                              | Motzen                           | Einöde             | 5                        | 47° 45′ 40″ N, 010° 20′ 57″ O | 8961              |
| 086                                                              | Oberbühl                         | Einöde             | 6                        | 47° 43′ 16″ N, 010° 21′ 28″ O | 8961              |
| 100                                                              | Reinharts                        | Weiler             | 21                       | 47° 44′ 28″ N, 010° 20′ 18″ O | 8961              |
| 104                                                              | Riederau                         | Weiler             | 1)                       | 47° 45′ 35″ N, 010° 18′ 28″ O | 8961              |
| 106                                                              | Rockhöflings                     | Weiler             | 9                        | 47° 43′ 17″ N, 010° 21′ 54″ O | 8961              |
| 107                                                              | Rößlings                         | Dorf               | 39                       | 47° 43′ 03″ N, 010° 21′ 18″ O | 8961              |
| 111                                                              | Sankt Mang                       | Stadtteil          | 7838                     | 47° 42′ 35″ N, 010° 19′ 45″ O | 8963              |
| 112                                                              | Schatten                         | Einöde             | 8                        | 47° 45′ 16″ N, 010° 20′ 56″ O | 8961              |
| 114                                                              | Schnattern                       | Einöde             | 4                        | 47° 45′ 18″ N, 010° 21′ 09″ O | 8961              |
| 120                                                              | Sommers                          | Weiler             | 18                       | 47° 45′ 26″ N, 010° 21′ 52″ O | 8961              |
| 125                                                              | Steig                            | Weiler             | 42                       | 47° 46′ 04″ N, 010° 19′ 19″ O | 8961              |
| 127                                                              | Sterklings                       | Einöde             | 7                        | 47° 44′ 51″ N, 010° 22′ 11″ O | 8961              |
| 138                                                              | Tannen                           | Weiler             | 19                       | 47° 43′ 35″ N, 010° 21′ 46″ O | 8961              |
| 140                                                              | Unterbühl                        | Einöde             | 5                        | 47° 45′ 25″ N, 10° 21′ 8″ O   | 8961              |
| 146                                                              | Unterwies                        | Einöde             | 5                        | 47° 45′ 03″ N, 010° 20′ 56″ O | 8961              |
| 148                                                              | Ursulasried                      | Kirchdorf          | 193                      | 47° 45′ 18″ N, 010° 19′ 06″ O | 8961              |
| 149                                                              | Voglsang                         | Einöde             | 12                       | 47° 45′ 33″ N, 010° 21′ 20″ O | 8961              |
| 151                                                              | Vorderwaldmanns (auch Waldmanns) | Einöde             | 3                        | 47° 45′ 07″ N, 010° 21′ 52″ O | 8961              |
| 154                                                              | Weidachsmühle                    | Einöde             | 7                        | 47° 46′ 13″ N, 010° 19′ 24″ O | 8961              |
| 156                                                              | Wettmannsberg                    | Weiler             | 25                       | 47° 44′ 51″ N, 010° 20′ 49″ O | 8961              |
|                                                                  | Sankt Mang                       | ehemalige Gemeinde | 11170                    | 47° 42′ 35″ N, 010° 19′ 45″ O |                   |
| 1) baulich verbunden mit Ursulasried, Bevölkerung dort enthalten |                                  |                    |                          |                               |                   |

Zuletzt wurden die Ortschaften, die später zum heutigen und größten Gemeindeteil Sankt Mang zusammenwuchsen, im Amtlichen Ortsverzeichnis von 1950 separat aufgeführt, und erstmals 1950 mit Schelldorf an erster Stelle (Gemeindehauptort):
| Ortschaft  | Typ                   | Bevölkerung 1925 | Bevölkerung 1950 | Bevölkerung 1954 |
| ---------- | --------------------- | ---------------- | ---------------- | ---------------- |
| Drahtzug   | Einöde                | 12               | 13               | keine            |
| Kottern    | Pfarrdorf             | 1541             | 2580             | 2500             |
| Neudorf    | Dorf                  | 754              | 819              | 814              |
| Schelldorf | Dorf                  | 1567             | 2185             | 2759             |
| Sankt Mang | späterer Gemeindeteil | 3874             | 5597             | 6073             |

Davon gingen in der früheren Ortschaft Schelldorf bis 1911 die Orte Neuschelldorf, Oberwies, Grünschlößle, Höhle, Ziegelstadel und Falchen auf.

## Geschichte
Die Gemeinde entstand aufgrund des Bayerischen Gemeindeedikts im Jahr 1818 durch die Abtrennung der ländlichen Siedlungen östlich der Iller, die erst 1811 der Stadt Kempten zugeschlagen worden waren. Diese lagen auf dem Gebiet der bis 1803 zum Fürststift Kempten gehörenden (und dann aufgelösten) Hauptmannschaften Lenzfried und Leubas.
1909 entstand an der Außerfernbahn der Bahnhof Sankt Mang, der durch die Bahnverwaltung in „Kottern-Neudorf“ umbenannt wurde. Heute heißt er St Mang.
1912 wurde der Sitz des Gemeinderates von Lenzfried nach Neudorf in die Ludwigstraße und 1920 nach Schelldorf an die Duracher Straße verlegt. Das dortige Haus befand sich bereits auf Kemptener Boden und konnte erst 1921 durch einen Gebietsaustausch nach Sankt Mang eingegliedert werden.
1919 erließ die Gemeinde wegen Wohnungsmangels ein Zuzugsverbot. In der Folge schloss sich die Ruralgemeinde dem Bau- und Sparverein Kempten und Umgebung (heutige Bau- und Siedlungsgenossenschaft Allgäu, kurz BSG) an, um bis 1927 in Kottern 46 Häuser mit 87 Wohnungen zu bauen. 1922 wurde die katholische Kirche Mariä Himmelfahrt errichtet, fünf Jahre später folgte die deutlich kleinere evangelische Christuskirche, die von den Architekten Heydecker entworfen war. 1930 öffnete das Schulhaus Kottern seine Türen, finanziell unterstützt von der Spinnerei und Weberei Kottern. Dieser Betrieb verhalf der Gemeinde zu ihrer Leistungsfähigkeit.
Die Gemeinde umfasste 1955 insgesamt 52 Ortschaften, zuletzt 48 Ortsteile, großteils Weiler und Einöden.
Vor der Eingemeindung von Sankt Mang zu Kempten (1972) sprachen sich noch im Dezember 1971 92,5 Prozent der Bevölkerung der Sankt Manger Gemeinde für eine Selbstständigkeit aus. Favorisiert wurde ein Anschluss an das benachbarte Wiggensbach. Mit dem Anschluss an Kempten war das international bekannte Logistikunternehmen Dachser nunmehr ein Kemptener Unternehmen. Davor war Dachser über Jahrzehnte die Haupteinnahmequelle der Gemeinde Sankt Mang.

### Einwohnerentwicklung
1819 lebten in Sankt Mang 956 Einwohner; um 1860 waren es 2107. 1875 lag der Wert bei 2596. Im Jahr 1900 lebten in der Gemeinde 3948 Einwohner, ein Großteil (2715 Einwohner, 69 %) davon in Kottern, Neudorf und Schelldorf. Lenzfried hatte 300 Einwohner. 1925 lebten in Sankt Mang 5412, 1939 waren es 6351 Menschen und 1954 insgesamt 8176 Einwohner. 1987, also nach der Eingemeindung und strukturellen Änderungen der aufgelösten Gemeinde wohnten in den Ortsteilen der ehemaligen Gemeinde 11.170 Einwohner, davon 7838 im größten, gleichnamigen Ortsteil.
Die Bevölkerungsentwicklung der ehemaligen Gemeinde Sankt Mang ist in der nachstehenden Aufstellung wiedergegeben:
| Jahr        | 1819 | 1840 | 1852 | 1855 | 1861 | 1867 | 1871 | 1875 | 1880 | 1885 | 1890 | 1895 | 1900 | 1905 | 1910 | 1919 | 1925 | 1933 | 1939 | 1946 | 1950 | 1952 | 1961 | 1970 | 1987  | 2000  | 2005  |
| ----------- | ---- | ---- | ---- | ---- | ---- | ---- | ---- | ---- | ---- | ---- | ---- | ---- | ---- | ---- | ---- | ---- | ---- | ---- | ---- | ---- | ---- | ---- | ---- | ---- | ----- | ----- | ----- |
| Bevölkerung | 956  | 1265 | 1755 | 1921 | 2170 | 2167 | 2361 | 2660 | 2737 | 2830 | 3095 | 3359 | 4003 | 4720 | 5145 | 5316 | 5485 | 5770 | 5869 | 7034 | 7736 | 8102 | 7909 | 6937 | 11170 | 12946 | 14138 |

## Öffentliche Einrichtungen
Der Stadtteil Sankt Mang verfügt über eine eigene Stadtteilbibliothek im Rotschlößle.

## Politik

### Gemeindevorsteher und Bürgermeister
Letzter Bürgermeister war Ludwig Jaud von der SPD. Er regierte von 1960 bis zur Gemeindeauflösung 1972. Bis 1869 gab es nur Gemeindevorsteher, das Amt des Bürgermeisters wurde durch die 1869 entstandene neue Gemeindeordnung eingeführt.
- 1818–1844: Honorius Merk
- 1844–1869: Johannes Haneberg (letzter Gemeindevorsteher)
- 1870–1898: Josef Kiechle (erster Bürgermeister)
- 1898–1903: Johann Hartmann
- 1903–1912: Johann Hummel
- 1912–1918: Franz Xaver Riedle
- 1919–1934: Basilius Schegg
- 1934–1945: Karl Reichle
- 1945–1946: Josef Weiher
- 1946–1960: Franz Xaver Eberspacher (CSU)
- 1960–1972: Ludwig Jaud (SPD)

### Wappen
Die Gemeinde Sankt Mang erhielt ihr Wappen im Jahr 1947 durch den bayerischen Ministerpräsidenten verliehen.
In dem in blau und gold geteilten Wappenschild steht der golden nimbierte Magnus von Füssen in schwarzer Mönchskutte; in der rechten Hand hält er den goldenen Abtstab, die linke ist segnend erhoben. Vor ihm ist ein linksgewendeter grüner Drache abgebildet.
Das Wappen verkörpert den Ortsnamen und die Magnuslegende, nach der Magnus im Allgäu nicht nur das Ungeziefer vernichtete, sondern auch einen Drachen besiegte und damit die Bevölkerung befreite. Der Abtstab kennzeichnet ihn als Gründer des Klosters Sankt Mang in Füssen.
Auch die Farben im Wappenschild gehen auf Magnus zurück. Diese sind in diesem Kontext seit dem 16. Jahrhundert nachweisbar und erinnern an Pippin I. und das Wappen von Altburgund.

### Ehrenbürger
Die Gemeinde ehrte Bürger, die sich Verdienste um die Gemeinde und um das Gemeinwohl erworben haben. Nach der Eingemeindung wurden diese durch die Stadt Kempten übernommen.